# Vicente Jarque
Vicente Jarque Soriano (* 1956 in Valencia) ist ein spanischer Kunstwissenschaftler und Übersetzer.

## Leben
Vicente Jarque wurde durch die Übertragung der Schriften von Alexander Gottlieb Baumgarten, Johann Joachim Winckelmann und Walter Benjamin ins Spanische bekannt. Er ist Professor an der Universität Kastilien-La Mancha.

## Werke
- Zs. mit Enrique P. Mesa García: Marx y Adorno. Alienación e ideología en el pensamiento marxista. Madrid: Mare Nostrum, 1992. ISBN 84-87049-43-5
- Experiencia histórica y arte contemporáneo. Ensayos de estética y modelos de crítica. Universität Kastilien-La Mancha, 2002.